# Lawsonite
La lawsonite (simbolo IMA: Lws) è un minerale appartenente al gruppo omonimo della famiglia dei "silicati e germnati" con composizione chimica CaAl2Si2O7(OH)2 • (H2O).

## Etimologia e storia
La lawsonite prende il nome dal professor Andrew Lawson della University of California.

## Abito cristallino
La lawsonite presenta cristalli dalla forma prismatica o tabulare. Frequenti le geminazioni polisintetiche su {010}.

## Composizione e struttura
La struttura della Lawsonite è molto simile a quella dell'Anortite. Tuttavia l'Anortite presenta l'Al in coordinazione tetraedrica mentre nella Lawsonite è in coordinazione ottaedrica. La struttura, infatti, consiste di ottaedri Al(O,OH) connessi tramite gruppi Si2O76-. Questi sono simili a quelli presenti nell'epidoto. Le molecole d'acqua contenute nella struttura si trovano tra due anelli ottaedrici di Al e due gruppi Si2O76-. Tra questi poliedri oltre alle molecole d'acqua sono posizionati anche gli ioni Ca2+. Ogni unità di formula accetta un atomo di calcio e una molecola di acqua.

## Proprietà fisiche
I cristalli di Lawsonite variano da trasparenti a traslucidi. Il colore varia dal blu pallido al bianco fino ad essere completamente incolore. Lo striscio è bianco e la lucentezza è vitrea o grassa. Ha un peso specifico di 3,1 g/cm³ e una durezza tra 6-8 sulla scala di Mohs. Per ciò che riguarda le proprietà ottiche la Lawsonite ha tre indici di rifrazione: nα = 1,665 nβ = 1,602 - 1,66 nγ = 1,684 - 1,668. Una birifrangenza di δ = 0,019 - 0,021 e segno ottico positivo.

## Origine e giacitura
Si trova quasi esclusivamente in basamenti metamorfici, là dove la sovrappressione di fluidi si è combinata con un basso gradiente termico. La Lawsonite, infatti, si forma in condizioni di alta pressione e bassa temperatura, per questo è anche un buon indicatore di tali condizioni. È un minerale tipico delle zone di subduzione (margini continentali) dove la fredda crosta oceanica scorre sotto le fosse oceaniche nel mantello. Caratterizza spesso la facies degli scisti blu contenenti glaucofane ed è associato a epidoto, titanite, glaucofane, granato e quarzo.
Alcuni luoghi di ritrovamento sono: California, Piemonte, Cina, Giappone e vari punti della cintura di fuoco.